# Werner Mantz
Werner Mantz (Keulen, 28 april 1901 – Eijsden, 1983) was een fotograaf van vooral architectuur en industrie in de jaren twintig en dertig in de regio Keulen, later ook in Nederlands Limburg. 

## Biografische schets
Werner Mantz groeide op in Keulen, waar hij vanaf zijn veertiende begon met fotograferen. In 1918, aan het einde van de Eerste Wereldoorlog, fotografeerde hij de terugkerende soldaten van het front. Twee jaar later verwierf hij bekendheid met zijn foto's van de overstroming van de Keulse binnenstad. Later verkocht hij deze foto's als ansichtkaarten.
In 1920 en 1921 studeerde hij fotografie bij professor Spoerl in München, waarbij hij zijn eerste fotostudio opende in het huis van zijn ouders aan de Hohenstaufenring 46 in Köln. Mantz werkte in Keulen onder anderen voor de architect Wilhelm Riphahn.
In 1926 bezocht hij voor het eerst Zuid-Limburg, waar hij met name in Maastricht gefascineerd was door het oude stadsbeeld. Ook fotografeerde hij moderne gebouwen, onder andere van Frits Peutz, Teun Swinkels en Jos Wielders. Bekend zijn zijn foto's van het Heerlense Glaspaleis. Tussen 1933 en 1938 pendelde Mantz tussen Keulen en Maastricht, waar hij een atelier in een buitenwijk deelde met een vriend uit Keulen, Karl Megenbaum. In 1938, na de Kristalnacht, vertrok hij samen met zijn ouders (zijn moeder was joods) naar Maastricht, waar hij zich vestigde aan het Vrijthof. De laatste grote architectuuropdracht kreeg Mantz in 1939 van Provinciale Waterstaat, die hem vroeg een aantal nieuwe provinciale wegen in Limburg in vier seizoenen in beeld te brengen. 
Na de Tweede Wereldoorlog was hij vooral werkzaam als portretfotograaf. In zijn studio aan Vrijthof nr. 2 maakte hij vooral kinderportretten, waarbij hij uitsluitend gebruik maakte van natuurlijk licht. In 1972 sloot Mantz zijn atelier, waarna hij met zijn vrouw verhuisde naar Eijsden, waar hij in 1983 overleed.

## Postuum
In 1989 werd de Werner Mantz-stichting opgericht door William Pars Graatsma, toenmalig directeur van de Jan van Eyck Academie in Maastricht. Deze stichting beheert de nalatenschap van Werner Mantz, samen met het Nederlands Fotomuseum te Rotterdam. Het werk van Mantz is opgenomen in belangrijke fotografiecollecties, voornamelijk in de VS, Japan, Duitsland en Nederland. Het Museum Ludwig in Keulen bezit de meest uitgebreide verzameling, maar ook de collectie van het Maastrichtse Bonnefantenmuseum geeft een breed overzicht van zijn werk.
Deze stichting kende enkele malen de "Werner Mantz-prijs" toe, als erkenning voor zwart/wit-fotografie bij natuurlijk daglicht. Deze prijs werd uitgereikt aan:
- 1990 – Thomas Struth, Duits fotograaf
- 1994 – Rineke Dijkstra, Nederlands fotografe
- 1997 – Kim Zwarts, Nederlands fotograaf
- 2001 – Gosbert Adler, Duits hoogleraar fotografie